# John Mac Gregor
Pour les articles homonymes, voir John MacGregor.
John Mac Gregor, né le 24 août 1802 à Fintry et mort le 16 septembre 1858 à Meadowside House, Partick, est un ingénieur et constructeur naval britannique. 

## Biographie
Il est le troisième fils d'Annie McNicol et de James Mac Gregor, un horloger travaillant à Balfron, à Fintry puis à Comrie,.
Mac Gregor est d'abord ingénieur chez Napier de 1818 à 1833 à Camlachie (en), avant de s'associer en 1833 à David Tod pour former une entreprise de fabrication de moteurs pour bateaux. En 1836, l'entreprise étend ses activités à la construction navale et devient l'une des plus grosses entreprises de Glasgow. 
Parmi les navires qui sont issus de ses ateliers est le Lady Nyassa de David Livingstone (1861). 
L'entreprise est achetée en 1872 par les armateurs Handyside et Henderson et devient la D. and W. Henderson and Company. 
John Mac Gregor meurt le 16 septembre 1858 et est inhumé au Glasgow Necropolis,.
Dans le roman de Jules Verne Les Forceurs de blocus, le Delphin est issu de ses ateliers.